# Elophe-Jean Larcher
Elophe-Jean Larcher, francoski general, * 1880, † 1949.